# Astragalus tricholobus
Astragalus tricholobus es una  especie de planta herbácea perteneciente a la familia de las leguminosas. Es originaria de Asia.
Es una planta herbácea perennifolia, originaria de Asia, distribuyéndose por  Irán.

## Sinonimia
- Astragalus aciphyllus Freyn
- Astragalus triocholobus DC.